# اچ‌ام‌سی‌اس ونچر
اچ‌ام‌سی‌اس ونچر (به انگلیسی: HMCS Venture) یک کشتی بود که طول آن ۱۴۲ فوت (۴۳٫۳ متر) بود. این کشتی در سال ۱۹۳۷ ساخته شد.